# The Return of the Pannonians
A PASO második nagylemeze az amerikai Megalith Records gondozásában jelent meg 2007. november 26-án. 14 számot és egy bevezetőt, valamint 3 ráadást tartalmaz (két dub remixet Victor Rice-tól és egy népies remixet G.Brown, azaz Barna György hegedűs jóvoltából). Jamaicai zenékre épülő stíluskavalkád (tradicionális ska, calypso, rub-a-dub, dancehall, dub, early reggae), „megbolondítva” két gyönyörű női énekhanggal - Harcsa Veronika és Kiss Erzsi közreműködésével (Summertime), valamint egy csipetnyi magyar népzenei hatással (A Tenkes Kapitánya, Dr. Dermot's Choice, Sahara).

## Számok
|     | Cím                              | Közreműködik                | Hossz |
| --- | -------------------------------- | --------------------------- | ----- |
| 1.  | The Return (Intro)               |                             | 00:08 |
| 2.  | Joseph                           |                             | 02:59 |
| 3.  | Wicked Away                      |                             | 02:38 |
| 4.  | Sahara                           |                             | 05:18 |
| 5.  | System Connection                |                             | 04:20 |
| 6.  | Summertime                       | Harcsa Veronika, Kiss Erzsi | 05:33 |
| 7.  | Cool It                          |                             | 03:55 |
| 8.  | Dem Haffi Run                    |                             | 02:47 |
| 9.  | Break Of Dawn                    |                             | 03:30 |
| 10. | A Tenkes Kapitánya               |                             | 03:46 |
| 11. | Babylon Focus                    |                             | 03:59 |
| 12. | Dr. Dermot's Choice              |                             | 05:15 |
| 13. | Mo' Fyah                         |                             | 04:15 |
| 14. | Moses And The Red Sea            |                             | 04:52 |
| 15. | Takeover! (Outro)                |                             | 03:03 |
| 16. | Cool Dub (Victor Rice Dub Mix)   |                             | 04:22 |
| 17. | Dub System (Victor Rice Dub Mix) |                             | 03:56 |
| 18. | Greed (G Brown Gergely Mix)      |                             | 03:34 |